# Mécio Cúrcio

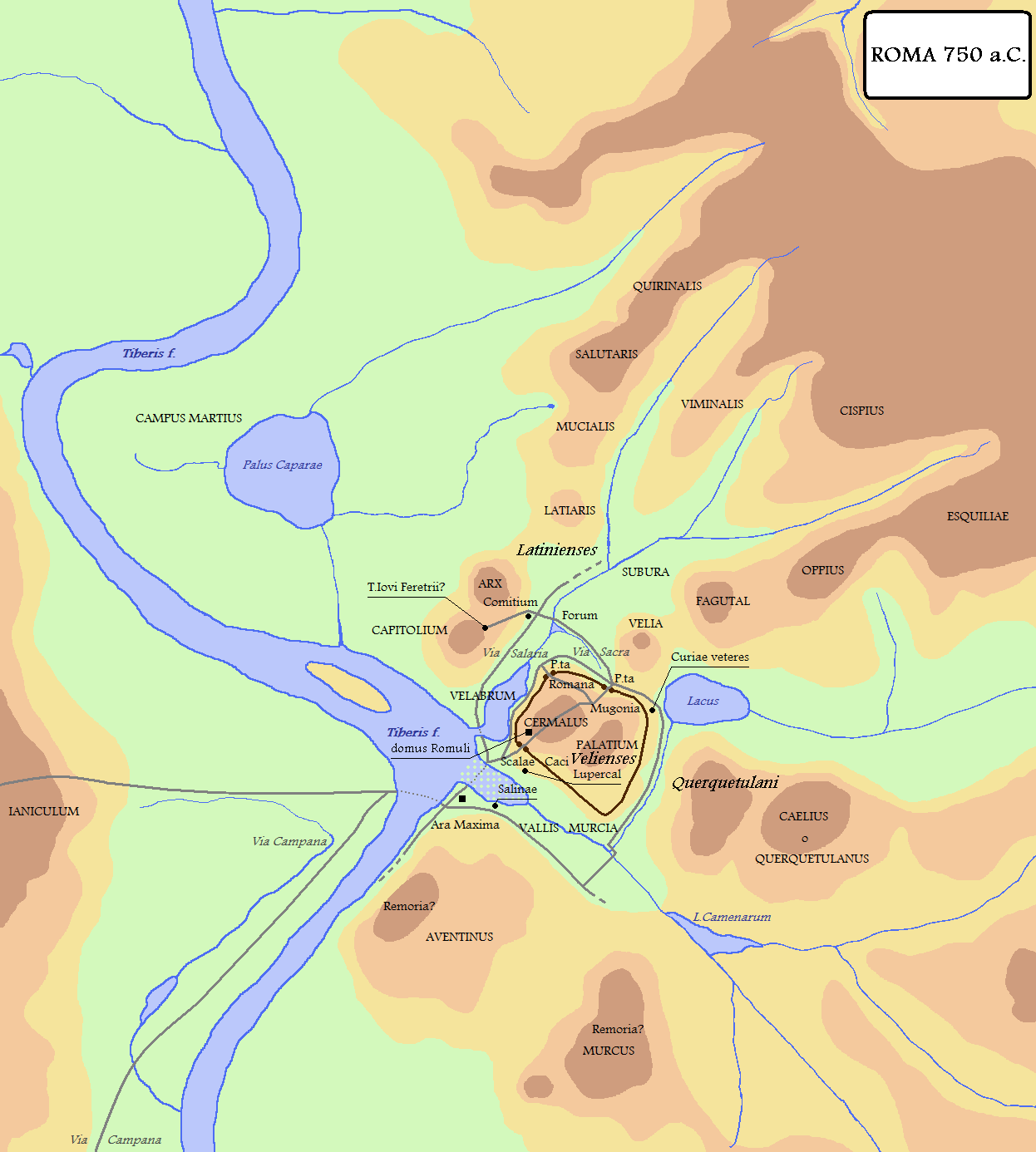
Roma em 753 a.C.

Mécio Cúrcio, nas histórias e mitos ligados à fundação de Roma, foi um cavaleiro sabino que lutou contra os romanos.
Após o rapto das sabinas, os sabinos atacaram Roma, e o rei sabino Tito Tácio conquistou a cidadela de Roma.
Os romanos decidiram contra-atacar, e houve uma batalha na região entre o Palatino e o Monte Capitolino. Mécio Cúrcio, do lado dos sabinos, lutou em combate singular contra Hóstio Hostílio, do lado romano; o romano, lutando em um terreno desvantajoso, lutou com bravura, mas foi morto. A linha romana se rompeu, e eles fugiram para o Palatino.
Mécio Cúrcio, então, liderou os sabinos a um ataque ao local onde, mais tarde, se localizaria o Fórum Romano, mas Rômulo o atacou com um grupo compacto de romanos e ele, que estava a cavalo, recuou, caindo, com o cavalo, em um lago (ou pântano) no chão. Os sabinos, que haviam recuado, vendo que seu general estava em perigo, o incentivaram, e ele conseguiu escapar, renovando a luta.
A luta terminou porque as mulheres sabinas se colocaram entre as linhas combatentes, apelando a seus pais, do lado dos sabinos, e seus maridos, do lado dos romanos, para que fizessem a paz.
O local onde Mécio Cúrcio caiu com seu cavalo e depois conseguiu escapar foi chamado de Lago Cúrcio (em latim: Lacus Curtius).